# Klaus Baumgärtner
Klaus Baumgärtner (* 13. Dezember 1931 in Leipzig; † 9. Oktober 2003 in Stuttgart) war ein Sprachwissenschaftler und Professor an der Universität Stuttgart.

## Leben
Klaus Baumgärtner studierte Germanistik an der Universität Leipzig. Er promovierte dort 1957 mit einer Dissertation zur Syntax der Umgangssprache in Leipzig, die 1959 im Akademie-Verlag Berlin publiziert wurde. Er studierte wie Uwe Johnson u. a. bei Hans Mayer und gehörte mit seiner Frau Sabine zum engeren Freundeskreis von Uwe und Elisabeth Johnson.
Anschließend war er zunächst an der Akademie der Wissenschaften der DDR zu Berlin tätig, wechselte dann nach West-Berlin und war ab 1961 Wissenschaftlicher Mitarbeiter bei Walter Höllerer am Institut und der Zeitschrift Sprache im technischen Zeitalter an der Technischen Universität Berlin.
Ab 3. November 1966 lehrte Klaus Baumgärtner als Privatdozent, ab 21. Dezember 1966 bis zum 2. August 1967 als Beamteter Privatdozent für Deutsche Philologie am Lehrstuhl für Literaturwissenschaften an der Philosophischen Fakultät I der Technischen Universität Berlin. Nach weiterem Studium bei Wolfgang Stegmüller in München und Habilitation wirkte er von 1967 bis 1986 als Ordinarius für Linguistik in der Fakultät für Natur- und Geisteswissenschaften der Universität Stuttgart.

## Werke
- Klaus Baumgärtner: Zur Syntax der Umgangssprache in Leipzig. Berlin: Akad.-Verl. 1959
- Klaus Baumgärtner und Hugo Steger (Hrsg.): Funk-Kolleg Sprache: eine Einführung in 2 Bänden. Frankfurt a. M. 1973
- Klaus Baumgärtner (Hrsg., Vorwort), Uwe Johnson: "Sofort einsetzendes geselliges Beisammensein" Rechenschaft über zwei Reisen. Berlin: transit-Verlag 2004